# Vuelta a España 1997
La Vuelta a España 1997, cinquantaduesima edizione della corsa, si svolse in ventidue tappe dal 6 al 28 settembre 1997, per un percorso totale di 3759 km. Fu vinta dallo svizzero Alex Zülle che terminò la gara in 91h15'55" alla media di 41,188 km/h.
Partenza della prima tappa a Lisbona con 198 ciclisti di cui 125 tagliarono il traguardo di Madrid.

## Tappe
| Tappa | Data         | Percorso                               | km    | Vincitore di tappa  | Leader cl. generale |
| ----- | ------------ | -------------------------------------- | ----- | ------------------- | ------------------- |
| 1ª    | 6 settembre  | Lisbona (POR) > Estoril (POR)          | 155   | Lars Michaelsen     | Lars Michaelsen     |
| 2ª    | 7 settembre  | Évora (POR) > Vilamoura (POR)          | 225   | Marcel Wüst         | Lars Michaelsen     |
| 3ª    | 8 settembre  | Loulé (POR) > Huelva                   | 173   | Marcel Wüst         | Lars Michaelsen     |
| 4ª    | 9 settembre  | Huelva > Jerez de la Frontera          | 192   | Eleuterio Anguita   | Fabrizio Guidi      |
| 5ª    | 10 settembre | Jerez de la Frontera > Malaga          | 230   | Marcel Wüst         | Lars Michaelsen     |
| 6ª    | 11 settembre | Malaga > Granada                       | 147   | Laurent Jalabert    | Laurent Jalabert    |
| 7ª    | 12 settembre | Guadix > Sierra Nevada                 | 219   | Yvon Ledanois       | Laurent Dufaux      |
| 8ª    | 13 settembre | Granada > Cordova                      | 176   | Bart Voskamp        | Laurent Dufaux      |
| 9ª    | 14 settembre | Cordova (cron. individuale)            | 35    | Melchor Mauri       | Alex Zülle          |
| 10ª   | 15 settembre | Cordova > Almendralejo                 | 224   | Mariano Piccoli     | Alex Zülle          |
| 11ª   | 16 settembre | Almendralejo > Plasencia               | 194   | Ján Svorada         | Alex Zülle          |
|       | 17 settembre | giorno di riposo                       |       |                     |                     |
| 12ª   | 18 settembre | León > Alto del Morredero              | 147   | Roberto Heras       | Alex Zülle          |
| 13ª   | 19 settembre | Ponferrada > Valgrande-Pajares         | 196   | Pavel Tonkov        | Alex Zülle          |
| 14ª   | 20 settembre | Oviedo > Alto del Naranco              | 169   | José Vicente García | Alex Zülle          |
| 15ª   | 21 settembre | Oviedo > Lagos de Covadonga            | 160   | Pavel Tonkov        | Alex Zülle          |
| 16ª   | 22 settembre | Cangas de Onís > Santander             | 170   | Ján Svorada         | Alex Zülle          |
| 17ª   | 23 settembre | Santander > Burgos                     | 183   | Ján Svorada         | Alex Zülle          |
| 18ª   | 24 settembre | Burgos > Valladolid                    | 184   | Léon van Bon        | Alex Zülle          |
| 19ª   | 25 settembre | Valladolid > Los Ángeles de San Rafael | 193   | José María Jiménez  | Alex Zülle          |
| 20ª   | 26 settembre | Los Ángeles de San Rafael > Avila      | 199   | Laurent Jalabert    | Alex Zülle          |
| 21ª   | 27 settembre | Alcobendas (cron. individuale)         | 43    | Alex Zülle          | Alex Zülle          |
| 22ª   | 28 settembre | Madrid                                 | 154   | Max van Heeswijk    | Alex Zülle          |
|       |              |                                        | 3 759 |                     |                     |

## Squadre partecipanti
Le 22 squadre partecipanti alla gara furono:
| N.      | Cod. | Squadra               |
| ------- | ---- | --------------------- |
| 1-9     | ONC  | ONCE                  |
| 11-19   | AKI  | Aki-Safi              |
| 21-29   | ASI  | Asics-C.G.A.          |
| 31-39   | BAN  | Banesto               |
| 41-49   | BRE  | Brescialat-Oyster     |
| 51-59   | CTA  | Cantina Tollo-Carrier |
| 61-69   | CSO  | Casino                |
| 71-79   | COF  | Cofidis               |
| 81-89   | ETC  | Estepona-Toscaf       |
| 91-99   | EUS  | Euskadi               |
| 101-109 | GAN  | GAN                   |

| N.      | Cod. | Squadra                     |
| ------- | ---- | --------------------------- |
| 111-119 | KEL  | Kelme-Costa Blanca          |
| 121-129 | FES  | Festina-Lotus               |
| 131-139 | MAI  | Maia-MSS                    |
| 141-149 | MAP  | Mapei-GB                    |
| 151-159 | RAB  | Rabobank                    |
| 161-169 | REF  | Refin-Mobilvetta            |
| 171-179 | FLA  | Flavia-Telecom              |
| 181-189 | TVM  | TVM-Farm Frites             |
| 191-199 | SAE  | Saeco-AS Juvenes San Marino |
| 201-209 | SCR  | Scrigno-Gaerne              |
| 211-219 | USP  | US Postal Service           |

## Classifiche finali

### Classifica generale - Maglia oro
| Pos. | Corridore         | Squadra       | Tempo     |
| ---- | ----------------- | ------------- | --------- |
| 1    | Alex Zülle        | ONCE          | 91h15'55" |
| 2    | Fernando Escartín | Kelme         | a 5'07"   |
| 3    | Laurent Dufaux    | Festina-Lotus | a 6'11"   |
| 4    | Enrico Zaina      | Asics-C.G.A.  | a 7'24"   |
| 5    | Roberto Heras     | Kelme         | a 8'04"   |
| 6    | Daniel Clavero    | Estepona      | a 10'02"  |
| 7    | Laurent Jalabert  | ONCE          | a 10'03"  |
| 8    | Marcos Serrano    | Kelme         | a 10'40"  |
| 9    | Gianni Faresin    | Mapei-GB      | a 13'53"  |
| 10   | Yvon Ledanois     | GAN           | a 15'40"  |

### Classifica a punti - Maglia azzurra
| Pos. | Corridore        | Squadra       | Punti |
| ---- | ---------------- | ------------- | ----- |
| 1    | Laurent Jalabert | ONCE          | 206   |
| 2    | Ján Svorada      | Mapei-GB      | 161   |
| 3    | Marcel Wüst      | Festina-Lotus | 139   |

### Classifica scalatori - Maglia verde
| Pos. | Corridore          | Squadra | Punti |
| ---- | ------------------ | ------- | ----- |
| 1    | José María Jiménez | Banesto | 184   |
| 2    | Alex Zülle         | ONCE    | 93    |
| 3    | Laurent Jalabert   | ONCE    | 92    |

### Classifica sprint - Maglia bianca
| Pos. | Corridore      | Squadra  | Punti |
| ---- | -------------- | -------- | ----- |
| 1    | Mauro Radaelli | Aki-Safi | 39    |

### Classifica a squadre
| Pos. | Squadra            | Tempo      |
| ---- | ------------------ | ---------- |
| 1    | Kelme-Costa Blanca | 274h07'56" |